# Tomasz Jarzębowski
Tomasz Jarzębowski est un footballeur polonais né le 16 novembre 1978 à Varsovie. Il est milieu de terrain au Miedź Legnica.

## Carrière
- 1995-1997 :  Agrykola Varsovie
- 1997-2005 :  Legia Varsovie
- 2005-2009 :  GKS Bełchatów
- 2009-2010 :  Legia Varsovie
- 2010- :  Miedź Legnica

## Sélections
- Tomasz Jarzębowski compte deux sélections avec la Pologne entre 2003 et 2004.

## Palmarès
- Vice-Champion de Pologne : 2009